# Mpr (singolo)
MPR (Money Power Respect) è un singolo del rapper statunitense Pop Smoke, pubblicato il 19 dicembre 2018 dalla etichetta discografica Atlantic Records.
Si tratta della prima canzone pubblicata ufficialmente dal rapper di Brooklyn; inizialmente solo su YouTube e con una strumentale diversa.

## Tracce
1. MPR – 2:35